# South Gill Beck
Der South Gill Beck ist ein Wasserlauf in North Yorkshire, England. Er entsteht Südseite des Kettlestang Hill. Er fließt in östlicher Richtung. Bei seinem Zusammenfluss mit dem North Gill Beck entsteht der River Laver.